# Albert Thurdin

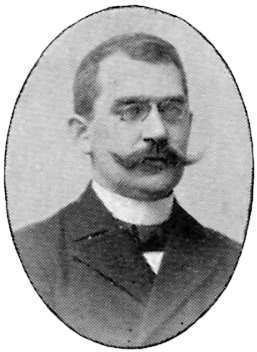
Albert Thurdin

Albert Nikolaus Thurdin, född 30 maj 1862 i Nordmaling, Ångermanland, död 1943 i Stockholm, svensk arkitekt. Far: Olof Edvard Thurdin (1823–1874), inspektor, förvaltare, handlande m.m. född i Bobacken (Thurdinska gården), Bygdeå socken. Farfar: Johan Fredrik Thurdin, cofferdie capitain samt kronolänsman, Bygdeå. Mor: Erika Albertina Häggström (1832–1905) dotter till brukspatronen Erik Häggström d.ä. och syster till brukspatronen, Riksdagsmannen, Riddaren av Wasaorden mm Erik Häggström d.y. (se även Häggströmska Handelshuset), född i Dalkarlså, Bygdeå socken.
Albert Thurdin gick 1872–77 på Högre läroverket i Umeå, sedan förberedande kurs hos Hjalmar Berwald i Stockholm 1877–78. Studier vid Tekniska högskolan i Stockholm 1878–82 samt Akademien för de fria konsterna i Stockholm 1882–86. Arbetade bl.a. för Axel och Hjalmar Kumlien samt G.A. Sjöberg, båda arkitektfirmor i Stockholm. Under tiden i Stockholm var Albert inackorderad hos sin morbror och fosterfar barn- och allmänläkaren Carl Häggström, Brunkebergstorg 14/Blasieholmstorg 5. Somrarna tillbringades till delar vid Carl Häggströms sommarbostad Strömsörs bruk strax norr om Nordmaling.
År 1886, 24 år gammal, blev Albert utnämnd till stadsarkitekt i Härnösands stad, vilket han förblev till sin pension 1933. Han var även lärare och sedermera rektor vid Tekniska aftonskolan i Härnösand, samt lektor vid Tekniska elementarskolan i Härnösand.  Gift 1897 med Thalmai Håkansson, dotter till prosten Gabriel Håkansson, Skön, Medelpad och Sofia Norberg från Nätra, Ångermanland. 1933 flyttade Albert och Thalmai åter till Stockholm där deras barn bosatt sig, Karin Thalmai (1902–1995, gift med Gunnar Sundström från Stockholm) och Otto Edvard (1899–1949, gift med Inga Haggård från Årnäs, Västergötland).

## Byggnader i urval

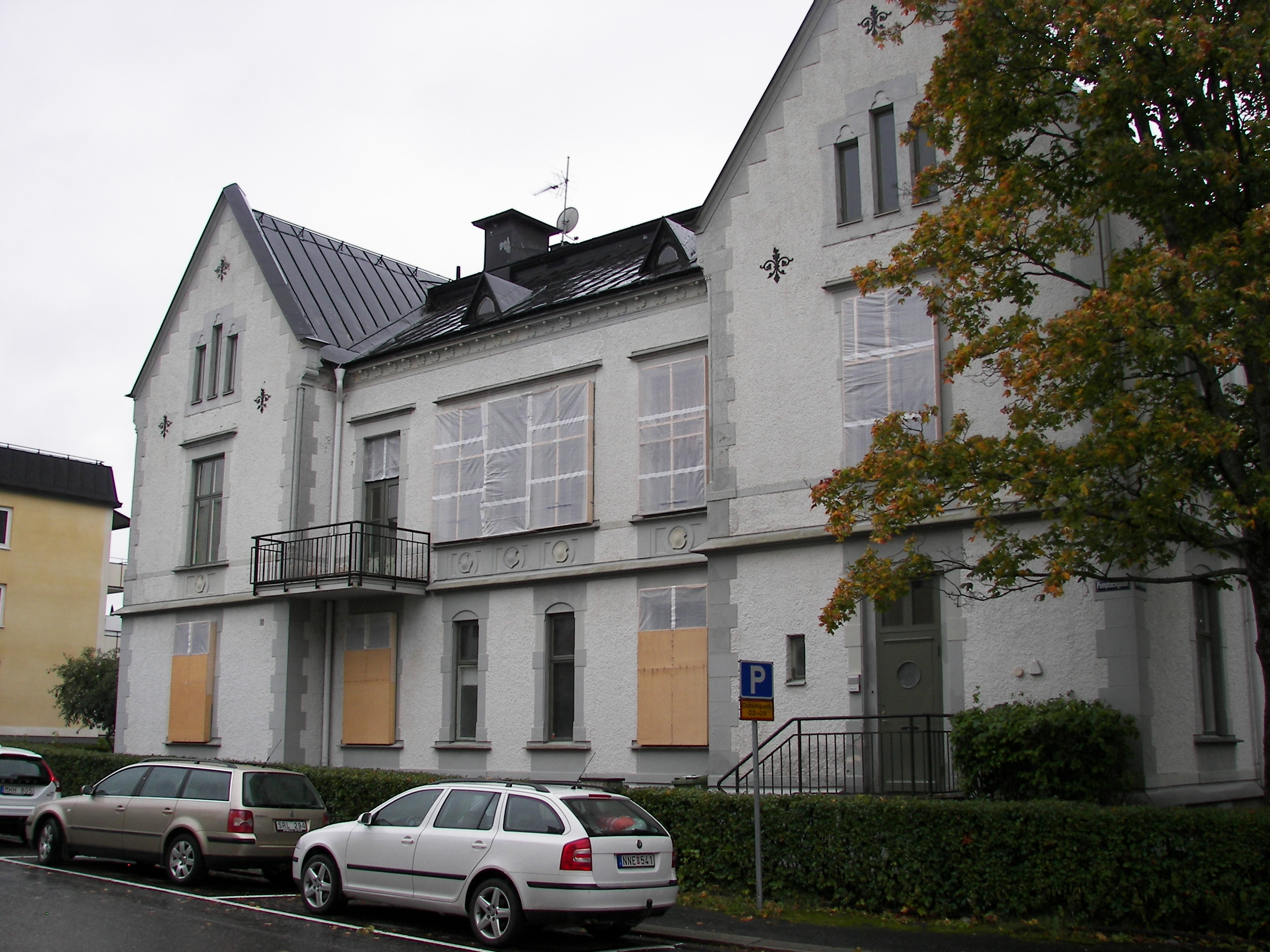
Biskopsgården Härnösand

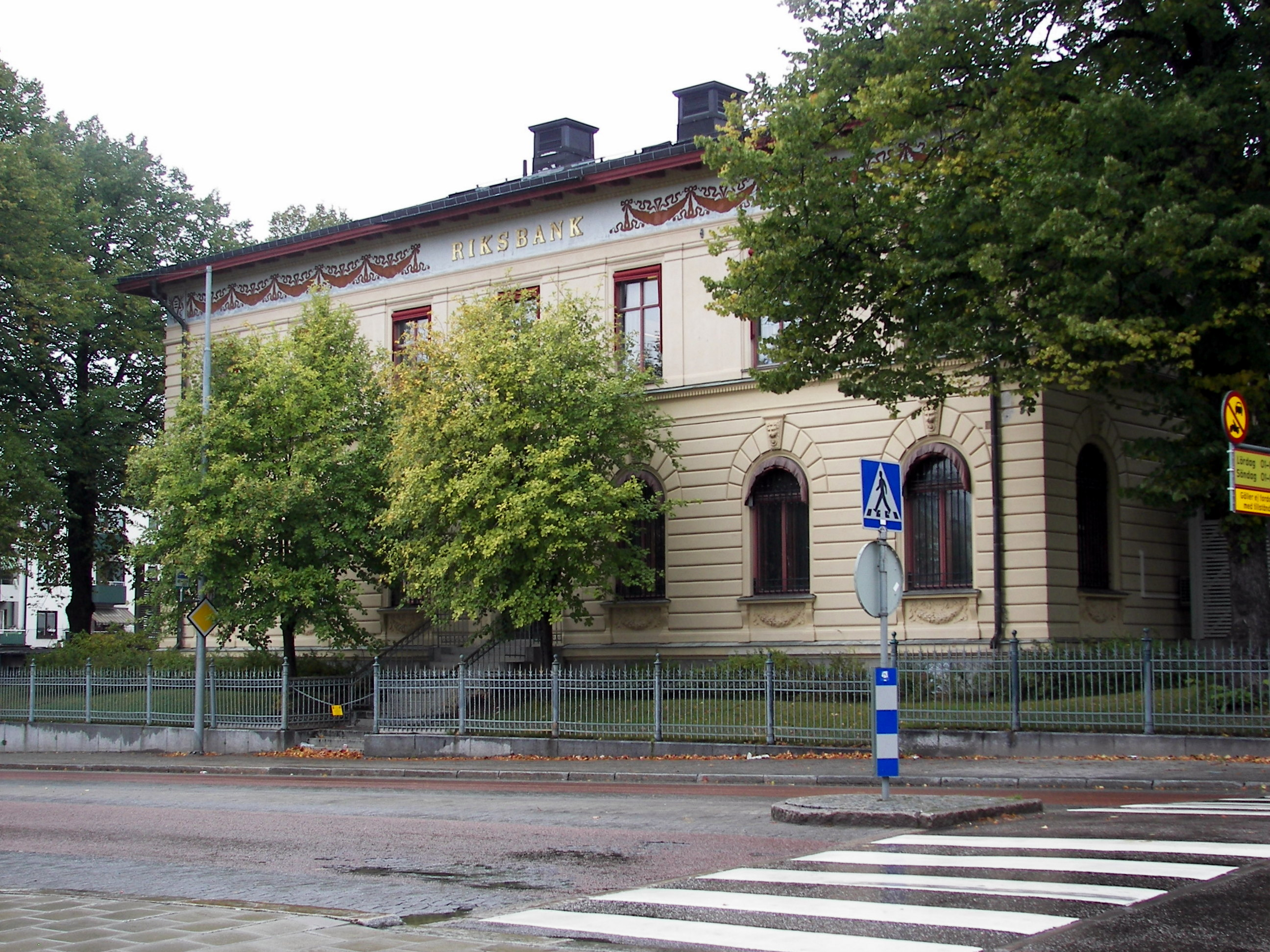
Riksbanken i Härnösand

- Folkskolan vid Robertsfors järnbruk, 1887.
- Strömsör mönsterjordbruk, Håknäs, 1890.
- Förberedelsearbeten mm, Norrbyskär mönsterbruk, 1891.
- Riksbanken, Härnösand, 1893-95.
- Biskopsgården, Härnösand, 1895.
- Kramfors kapell, 1895.
- Thurdinska huset, Härnösand, 1900.
- Ångströmsskolan, Härnösand, 1903.
- Örnsköldsviks museum och konsthall, 1904-05.
- Ljungå kapell, Ljungå (Medelpad), 1909.
- Villa Thurdus, Härnösand, 1910.
- Skolan i Sikeå, 1907-08.
- Kyrkorenoveringar: Säbrå (interiör, 1898), Styrnäs, Boteå, Högsjö (omfattande restaurering, 1906-09), Nora, Nordingrå, m fl